# Melissa Roxburgh

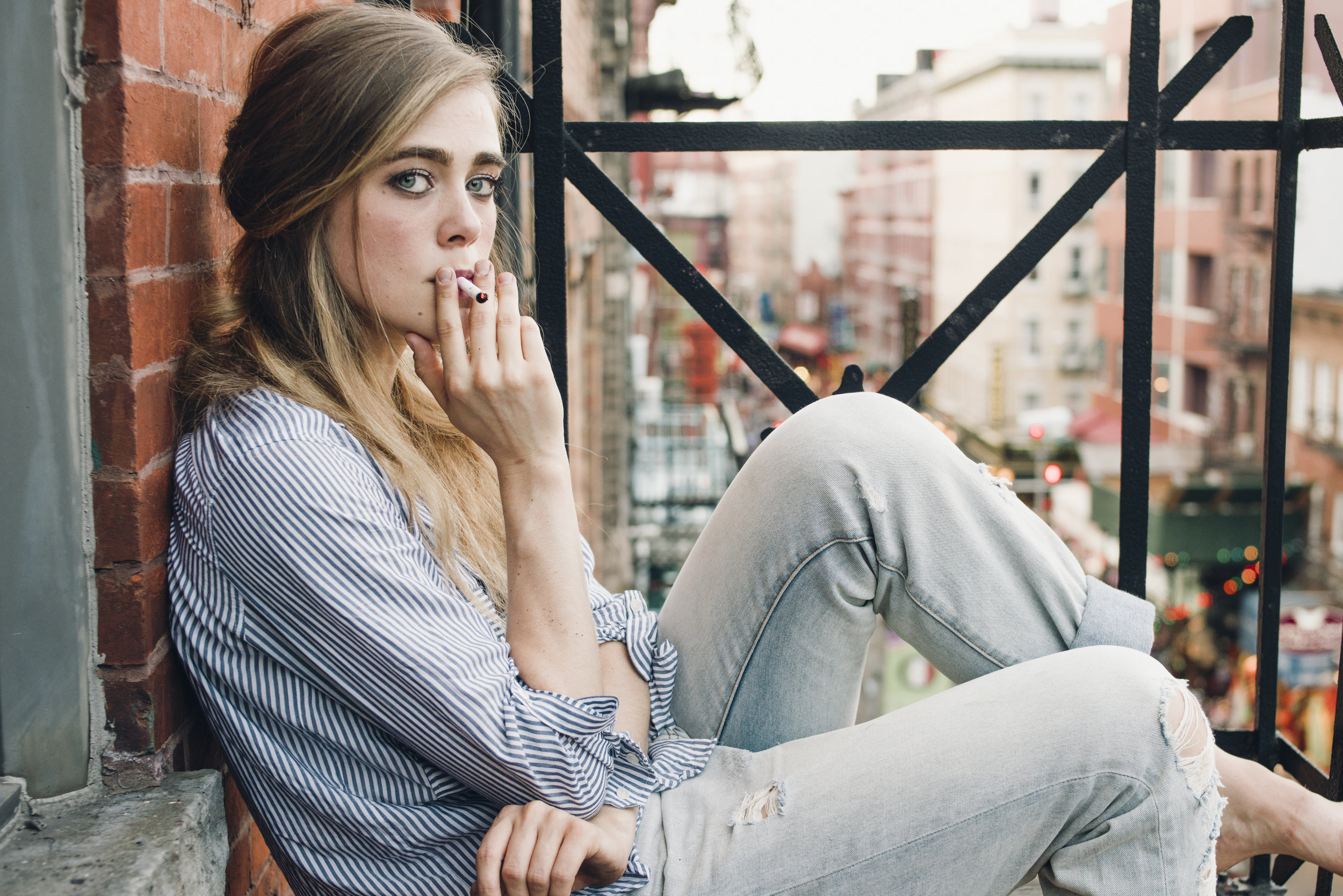
Roxbourgh w Nowym Yorku (2016)

Melissa Roxburgh (ur. 10 grudnia 1992 w Vancouver) – kanadyjska aktorka, która wystąpiła m.in. w filmie Star Trek: W nieznane oraz serialach Valor i Turbulencje.

## Filmografia

### Filmy
| Rok  | Tytuł                         | Rola            | Uwagi |
| ---- | ----------------------------- | --------------- | ----- |
| 2011 | Dziennik cwaniaczka 2         | Rachel          |       |
| 2012 | Dziennik cwaniaczka 3         | Heather Hills   |       |
| 2012 | Big Time Rush w akcji         | Princess        |       |
| 2014 | Leprechaun: Origins           | Jeni            |       |
| 2015 | The Marine 4: Moving Target   | Olivia Tanis    |       |
| 2016 | Star Trek: W nieznane         | Ensign Syl      |       |
| 2016 | 2BR02B: To Be or Naught to Be | Leora Duncan    |       |
| 2016 | Lost Solace                   | Azaria          |       |
| 2018 | In God I Trust                | Mya Matheson    |       |
| 2020 | Wierzę w Ciebie               | Heather Henning |       |
| 2022 | Naśladowca (Mindcage)         | Mary            |       |

### Telewizja
| Rok       | Tytuł                    | Rola              | Uwagi            |
| --------- | ------------------------ | ----------------- | ---------------- |
| 2012      | Nie z tego świata        | Lila Taylor       | 1 odc.           |
| 2012-13   | Arrow                    | Blake             | 2 odc.           |
| 2014      | Supernatural: Bloodlines | Violet Duval      | niewykorz. pilot |
| 2014      | The Tomorrow People      | Talia             | 1 odc.           |
| 2015      | Sorority Murder          | Carly             | film TV          |
| 2016      | Legends of Tomorrow      | Betty Seaver      | 1 odc.           |
| 2017–18   | Valor                    | Thea              | gł. rola         |
| 2017      | Travelers                | Carrie            | 1 odc.           |
| 2018–2023 | Turbulencje              | Michaela Stone    | gł. rola         |
| 2023      | Quantum Leap             | Ellen Grier       | 1 odc.           |
| 2024–2025 | Tropiciel (Tracker)      | Dory Shaw         | 2 odc.           |
| 2025      | The Hunting Party        | Rebecca Henderson | gł. rola         |